# Эмми (премия, 1986)
38-я церемония вручения прайм-тайм премии «Эмми» (англ. 38th Primetime Emmy Awards) — церемония вручения главной телевизионной премии США, присуждаемая лучшим телепрограммам года, вышедшим в прайм-тайм в период с 1 июля 1985 по 30 июня 1986 года. Вручение премий состоялось 21 сентября 1986 года в Pasadena Civic Auditorium в Пасадине, а трансляция церемонии проходила на канале NBC.

## Лауреаты и номинанты

### Драматические сериалы
| Категория                         | Лауреаты и номинанты                                                                                     |
| --------------------------------- | --- |
| Лучший сериал                     | ★ Кегни и Лейси • CBS                                                                                    |
| Лучший сериал                     | Блюз Хилл-стрит • NBC                                                                                    |
| Лучший сериал                     | Детективное агентство «Лунный свет» • ABC                                                                |
| Лучший сериал                     | Она написала убийство • CBS                                                                              |
| Лучший сериал                     | Сент-Элсвер • NBC                                                                                        |
| Лучшая мужская роль               | ★ Уильям Дэниелс — Сент-Элсвер; роль доктора Марка Крейга.                                               |
| Лучшая мужская роль               | Эд Фландерс — Сент-Элсвер; роль доктора Дональда Вестфолла.                                              |
| Лучшая мужская роль               | Том Селлек — Частный детектив Магнум; роль Томаса Магнума.                                               |
| Лучшая мужская роль               | Брюс Уиллис — Детективное агентство «Лунный свет»; роль Дэвида Эддисона.                                 |
| Лучшая мужская роль               | Эдвард Вудвард — Великий уравнитель; роль Роберта Маккола.                                               |
| Лучшая женская роль               | ★ Шэрон Глесс — Кегни и Лейси; роль Кристин Кегни.                                                       |
| Лучшая женская роль               | Тайн Дейли — Кегни и Лейси; роль Мэри Бет Лэйси.                                                         |
| Лучшая женская роль               | Анджела Лэнсбери — Она написала убийство; роль Джессики Флетчер.                                         |
| Лучшая женская роль               | Сибилл Шеперд — Детективное агентство «Лунный свет»; роль Мэдлин Хэйз.                                   |
| Лучшая женская роль               | Элфри Вудард — Сент-Элсвер; роль доктора Роксанн Тёрнер.                                                 |
| Лучшая мужская роль второго плана | ★ Джон Карлен — Кегни и Лейси; роль Харви Лэйси.                                                         |
| Лучшая мужская роль второго плана | Эд Бегли-младший — Сент-Элсвер; роль доктора Виктора Эрлиха.                                             |
| Лучшая мужская роль второго плана | Джон Хиллерман — Частный детектив Магнум; роль Хиггинса.                                                 |
| Лучшая мужская роль второго плана | Эдвард Джеймс Олмос — Полиция Майами; роль лейтенанта Мартина Кастильо.                                  |
| Лучшая мужская роль второго плана | Брюс Вайц — Блюз Хилл-стрит; роль Мика Белкера.                                                          |
| Лучшая женская роль второго плана | ★ Бонни Бартлетт — Сент-Элсвер; роль Эллен Крейг.                                                        |
| Лучшая женская роль второго плана | Эллис Бисли — Детективное агентство «Лунный свет»; роль Агнес ДиПесто.                                   |
| Лучшая женская роль второго плана | Кристина Пиклз — Сент-Элсвер; роль Хелен Розенталь.                                                      |
| Лучшая женская роль второго плана | Бетти Томас — Блюз Хилл-стрит; роль Люсиль Бейтс.                                                        |
| Лучшая режиссура                  | ★ Кегни и Лейси (эпизод: «Parting Shots») — Георг Стэнфорд Браун.                                        |
| Лучшая режиссура                  | Удивительные истории (эпизод: «Миссия») — Стивен Спилберг.                                               |
| Лучшая режиссура                  | Блюз Хилл-стрит (эпизод: «Two Easy Pieces») — Гэбриэлль Бомонт.                                          |
| Лучшая режиссура                  | Детективное агентство «Лунный свет» (эпизод: «Сон в два дубля») — Питер Уэрнер.                          |
| Лучшая режиссура                  | Детективное агентство «Лунный свет» (эпизод: «Мой прекрасный Дэвид») — Уилл Маккензи.                    |
| Лучший сценарий                   | ★ Сент-Элсвер (эпизод: «Time Heals») — Том Фонтана, Джон Мазиус, Джон Тинкер.                            |
| Лучший сценарий                   | Блюз Хилл-стрит (эпизод: «What Are Friends For?») — Дик Вульф.                                           |
| Лучший сценарий                   | Детективное агентство «Лунный свет» (эпизод: «Сон в два дубля») — Дебра Франк, Карл Сауттер.             |
| Лучший сценарий                   | Детективное агентство «Лунный свет» (эпизод: «Это случилось под Рождество») — Гленн Гордон Керон.        |
| Лучший сценарий                   | Сент-Элсвер (эпизод: «Haunted») — Чарльз Х. Игли, Том Фонтана, Чэннинг Гибсон, Джон Мазиус, Джон Тинкер. |

### Комедийные сериалы
| Категории                         | Лауреаты и номинанты                                                               |
| --------------------------------- | ---------------------------------------------------------------------------------- |
| Лучший сериал                     | ★ Золотые девочки • NBC                                                            |
| Лучший сериал                     | Весёлая компания • NBC                                                             |
| Лучший сериал                     | Шоу Косби • NBC                                                                    |
| Лучший сериал                     | Семейные узы • NBC                                                                 |
| Лучший сериал                     | Кейт и Элли • CBS                                                                  |
| Лучшая мужская роль               | ★ Майкл Джей Фокс — Семейные узы; роль Алекса П. Китона.                           |
| Лучшая мужская роль               | Гарри Андерсон — Ночной суд; роль Гарри Т. Стоуна.                                 |
| Лучшая мужская роль               | Тед Дэнсон — Весёлая компания; роль Сэма Мэлоуна.                                  |
| Лучшая мужская роль               | Боб Ньюхарт — Ньюхарт; роль Дика Лаудона.                                          |
| Лучшая мужская роль               | Джек Уорден — Безумный как лис; роль Гаррисона «Гарри» Фокса.                      |
| Лучшая женская роль               | ★ Бетти Уайт — Золотые девочки; роль Роза Найлунд.                                 |
| Лучшая женская роль               | Беатрис Артур — Золотые девочки; роль Дороти Зборнак.                              |
| Лучшая женская роль               | Шелли Лонг — Весёлая компания; роль Дайан Чемберс.                                 |
| Лучшая женская роль               | Ру Макклэнахан — Золотые девочки; роль Бланш Деверо.                               |
| Лучшая женская роль               | Филисия Рашад — Шоу Косби; роль Клэр Хакстейбл.                                    |
| Лучшая мужская роль второго плана | ★ Джон Ларрокетт — Ночной суд; роль Дэна Филдинга.                                 |
| Лучшая мужская роль второго плана | Том Постон — Ньюхарт; роль Клейтона Джорджа Атли.                                  |
| Лучшая мужская роль второго плана | Джон Ратценбергер — Весёлая компания; роль Клиффа Кэлвина.                         |
| Лучшая мужская роль второго плана | Малькольм-Джамал Уорнер — Шоу Косби; роль Тео Хакстейбла.                          |
| Лучшая мужская роль второго плана | Джордж Вендт — Весёлая компания; роль Норма Питерсона.                             |
| Лучшая женская роль второго плана | ★ Реа Перлман — Весёлая компания; роль Карлы Тортелли.                             |
| Лучшая женская роль второго плана | Жюстин Бейтман — Семейные узы; роль Мэллори Китон.                                 |
| Лучшая женская роль второго плана | Лиза Боне — Шоу Косби; роль Дениз Хакстейбл.                                       |
| Лучшая женская роль второго плана | Кешиа Найт Пуллиам — Шоу Косби; роль Руди Хакстейбл.                               |
| Лучшая женская роль второго плана | Джулия Даффи — Ньюхарт; роль Стефани Вандеркеллен.                                 |
| Лучшая женская роль второго плана | Эстель Гетти — Золотые девочки; роль Софии Петрилло.                               |
| Лучшая режиссура                  | ★ Шоу Косби (эпизод: «Denise’s Friend») — Джей Сэндрич.                            |
| Лучшая режиссура                  | Весёлая компания (эпизод: «The Triangle») — Джеймс Берроуз.                        |
| Лучшая режиссура                  | Золотые девочки (эпизод: «The Heart Attack») — Джим Дрейк.                         |
| Лучшая режиссура                  | Золотые девочки (эпизод: «A Little Romance») — Терри Хьюз.                         |
| Лучшая режиссура                  | Kate & Allie (эпизод: «Chip’s Friend») — Билл Перски.                              |
| Лучший сценарий                   | ★ Золотые девочки (эпизод: «A Little Romance») — Барри Фанаро и Морт Натан.        |
| Лучший сценарий                   | Весёлая компания (эпизод: «2 Good 2 Be 4 Real») — Питер Кейси, Дэвид Ли.           |
| Лучший сценарий                   | Шоу Косби (эпизод: «Denise’s Friend») — Джон Маркус.                               |
| Лучший сценарий                   | Шоу Косби (эпизод: «Theo’s Holiday») — Кармен Финестра, Джон Маркус, Мэтт Уильямс. |
| Лучший сценарий                   | Семейные узы (эпизод: «Верный выбор. Часть 2») — Майкл Джей Вейторн.               |
| Лучший сценарий                   | Золотые девочки (эпизод: «Пилот») — Сьюзан Харрис.                                 |

### Мини-сериалы и телефильмы
| Категории                         | Лауреаты и номинанты                                                      |
| --------------------------------- | ------------------------------------------------------------------------- |
| Лучший мини-сериал                | ★ Пётр Великий • NBC                                                      |
| Лучший мини-сериал                | Серая униформа • NBC                                                      |
| Лучший мини-сериал                | Долгое жаркое лето • NBC                                                  |
| Лучший мини-сериал                | Орлиные крылья • NBC                                                      |
| Лучший мини-сериал                | Лорд Маунтбеттен: Последний вице-король • PBS                             |
| Лучший телефильм                  | ★ Любовь никогда не молчит • NBC                                          |
| Лучший телефильм                  | Эймос • CBS                                                               |
| Лучший телефильм                  | Ранний мороз • NBC                                                        |
| Лучший телефильм                  | Миссис Делафилд хочет замуж • CBS                                         |
| Лучший телефильм                  | Смерть коммивояжёра • CBS                                                 |
| Лучшая мужская роль               | ★ Дастин Хоффман — Смерть коммивояжёра; роль Уилли Ломана.                |
| Лучшая мужская роль               | Кирк Дуглас — Эймос; роль Эймоса Лэшэра.                                  |
| Лучшая мужская роль               | Джон Литгоу — Resting Place; роль Кэндалла Лэарда.                        |
| Лучшая мужская роль               | Бен Газзара — Ранний мороз; роль Ника Пирсона.                            |
| Лучшая мужская роль               | Эйдан Куинн — Ранний мороз; роль Майкла Пирсона.                          |
| Лучшая женская роль               | ★ Марло Томас — Ничей ребёнок; роль Мари Болтер.                          |
| Лучшая женская роль               | Кэтрин Хепбёрн — Миссис Делафилд хочет замуж; роль Маргарет Делафилд.     |
| Лучшая женская роль               | Ванесса Редгрейв — Вторая подача; роль Ричарда Рэдли / Рене Ричардс.      |
| Лучшая женская роль               | Джина Роулендс — Ранний мороз; роль Кэтрин Пирсон.                        |
| Лучшая женская роль               | Мэр Уиннингэм — Любовь никогда не молчит; роль Маргарет Райдер.           |
| Лучшая мужская роль второго плана | ★ John Malkovich — Смерть коммивояжёра; роль Биффа Ломана.                |
| Лучшая мужская роль второго плана | Charles Durning — Смерть коммивояжёра; роль Чарли.                        |
| Лучшая мужская роль второго плана | John Glover — Ранний мороз; роль Виктор Димато.                           |
| Лучшая мужская роль второго плана | Harold Gould — Миссис Делафилд хочет замуж; роль доктора Марвина Илайаса. |
| Лучшая мужская роль второго плана | Пэт Морита — Эймос; роль Томми Танака.                                    |
| Лучшая женская роль второго плана | ★ Коллин Дьюхерст — Между двумя женщинами; роль Барбары Петертон.         |
| Лучшая женская роль второго плана | Филлис Фрелич — Любовь никогда не молчит; роль Дженис Райдер.             |
| Лучшая женская роль второго плана | Дороти Макгуайр — Эймос; роль Эстер Фарелл.                               |
| Лучшая женская роль второго плана | Ванесса Редгрейв — Пётр Великий; роль Царевны Софьи.                      |
| Лучшая женская роль второго плана | Сильвия Сидни — Ранний мороз; роль Беатрис Маккена.                       |
| Лучшая режиссура                  | ★ Любовь никогда не молчит — Джозеф Сарджент.                             |
| Лучшая режиссура                  | Ранний мороз — Джон Эрман.                                                |
| Лучшая режиссура                  | The Execution of Raymond Graham — Дэниел Питри.                           |
| Лучшая режиссура                  | Смерть коммивояжёра — Фолькер Шлёндорф.                                   |
| Лучшая режиссура                  | Resting Place — Джон Корти.                                               |
| Лучший сценарий                   | ★ Ранний мороз — Ron Cowen, Daniel Lipman, Sherman Yellen.                |
| Лучший сценарий                   | ★ Лорд Маунтбеттен: Последний вице-король — David Butler.                 |
| Лучший сценарий                   | Alex: The Life of a Child — Кэрол Эван Маккинд, Найджел Маккинд.          |
| Лучший сценарий                   | Anne of Green Gables (эпизод: «Part I») — Kevin Sullivan, Joe Wiesenfeld. |
| Лучший сценарий                   | Серая униформа (эпизод: «Part I») — Гор Видал.                            |
| Лучший сценарий                   | Любовь никогда не молчит — Дарлин Кравиотто.                              |